# Wang Chung-wen
Wang Chung-wen (čínsky pchin-jinem Wáng Hóngwén, znaky zjednodušené 王洪文, tradiční 王洪文; prosinec 1935 Čchang-čchun, provincie Ťi-lin – 3. srpna 1992 Peking) byl čínský aktivista a politik, většinu svého pracovního života strávil v Šanghaji. Během Kulturní revoluce (1966–1976) patřil mezi důležité politické osobnosti Číny, stal se jedním z nejvýznamnějších členů vedení Komunistické strany Číny, byl nejmladším členem takzvaného Gangu čtyř. V roce 1976 po smrti Maa Ce-tunga byl Wang zatčen a obviněn z „kontrarevoluční činnosti“, poté byl v roce 1981 odsouzen na doživotí.
Wang se narodil ve vesnici na okraji Čchang-čchun v provincii Ťi-lin. Na počátku 50. let se účastnil korejské války, v roce 1953 vstoupil do Komunistické strany. Po válce byl poslán do Šanghaje, stal se členem Rudých gard. V roce 1973 byl zvolen členem Ústředního výboru a o rok později, na 10. Národním kongresu Komunistické strany byl povýšen na druhého místopředsedu Ústředního výboru a na člena stálého výboru politbyra, čímž se stal třetím nejvyšším členem Strany po předsedovi Mao Ce-tungovi a premiéru Čou En-lajovi.
Po smrti Čou En-laje, ačkoliv se očekávalo, že na jeho místo nastoupí Wang Chung-wen, nastoupil umírněnější Chua kuo-feng. Po smrti Maa Ce-tunga, Chua kuo-feng a Jie Ťien-jing provedli převrat, Wang Chung-wen byl odsouzen spolu s ostatními členy takzvaného Gangu čtyř a Kulturní revoluce byla ukončena. Členové Gangu čtyř byli ve veřejných proslovech očerněni a Chua kuo-feng byl prezentován jako jediný nástupce Maa Ce-tunga. V roce 1981 byl odsouzen k doživotnímu vězení, 3. srpna 1992 zemřel v pekingské nemocnici na rakovinu jater, dožil se věku 56 let.